# Sorex arizonae
Sorex arizonae är en däggdjursart som beskrevs av Diersing och Hoffmeister 1977. Sorex arizonae ingår i släktet Sorex och familjen näbbmöss. IUCN kategoriserar arten globalt som livskraftig. Inga underarter finns listade i Catalogue of Life.
Arten förekommer i sydvästra USA (Arizona, New Mexico) och i norra Mexiko. Den lever i bergstrakter mellan 1500 och 2600 meter över havet. Habitatet utgörs av bergsskogar med barrträd och ibland även med lövträd. Näbbmusen vistas ofta nära vattendrag eller källor där undervegetationen är som tätast.
I genomsnitt blir arten 11 cm lång (med svans), svanslängden är cirka 4,4 cm och vikten varierar mellan 1,9 och 5,2 g. Djuret har ungefär 1,1 cm långa bakfötter och cirka 0,7 cm stora öron. Håren som bildar pälsen på ovansidan har olika färgavsnitt i blond och brun och därför har pälsen ett brunt utseende. Undersidan är ljusare på grund av vita hårspetsar. Liksom hos andra släktmedlemmar är tänderna mörka på grund av pigment i tandemaljen. I överkäken är de yttre framtänderna, hörntanden och de främre premolarer enkelspetsiga.
Arten delar reviret med några små gnagare.